# Jan Gunnar Røise
Jan Gunnar Røise (født 24. september 1975) er en norsk skuespiller fra Feiring i Eidsvoll.
Han er uddannet ved Statens teaterhøgskole i 2000. Røise har siden vært ansat ved Nationaltheatret, der han har medvirket i over 30 opsætninger. Han er også vokalist, keyboardist og spiller ukulele i bandet Nicolai, som vandt Zoom-finalen i 2002.

## Filmografi
- 2014 Kraftidioten
- 2012 Som du ser meg
- 2012 Lilyhammer
- 2011 Det grusomme udefra
- 2011 Knerten i knipe
- 2010 Knerten gifter seg
- 2010 En ganske snill mann
- 2010 En helt vanlig dag på jobben
- 2009 Julenatt i Blåfjell
- 2009 Knerten
- 2008 Den siste revejakta
- 2008 Lønsj
- 2007 5 grøss fra vestlandet
- 2006 Svein og Rotta
- 2006 Gymnaslærer Pedersen
- 2005 Thomas Hylland Eriksen og historien om Origamijenta
- 2005 37 1/2
- 2004 Hawaii, Oslo
- 2003 Lille frøken Norge
- 2003 Salmer fra kjøkkenet
- 2002 Kaptein Sabeltann og jakten på den magiske diamant
- 2002 Anolit
- 2002 Folk flest bor i Kina
- 2000 Kaptein Sabeltann og den forheksede øya
- 2000 De syv dødssyndene